# Signal de l'Iseran
Il Signal de l'Iseran (3.237 m s.l.m., detto anche Signal du Mont Iseran) è una montagna della Catena Levanne-Aiguille Rousse nelle Alpi Graie. Si trova in Francia (dipartimento della Savoia).

## Caratteristiche
La montagna è collocata tra il Colle dell'Iseran ed il Col Pers.

## Cartografia
- Cartografia ufficiale francese dell'Institut géographique national (IGN), consultabile online